# Agrupació de no-alineats
L'Agrupació de no alineats (Obunden Samling) és un partit polític conservador de les Illes Åland. A les últimes eleccions, el partit va obtenir el 9,4% dels vots i 3 dels 30 escons del Parlament d'Åland.

## Resultats electorals

### Parlament d'Åland
| Any  | Vots  | %     | Escons | +/- | Govern             |
| ---- | ----- | ----- | ------ | --- | ------------------ |
| 1987 | 750   | 7.04  | 3 / 30 | Nou | Oposició           |
| 1991 | 1,047 | 9.74  | 3 / 30 | 1   | Oposició           |
| 1995 | 1,104 | 9.84  | 3 / 30 | =   | Oposició           |
| 1999 | 1,537 | 12.76 | 4 / 30 | 1   | Coalició (1999–01) |
| 1999 | 1,537 | 12.76 | 4 / 30 | 1   | Oposició (2001–03) |
| 2003 | 1,163 | 9.42  | 3 / 30 | 1   | Coalició (2003–04) |
| 2003 | 1,163 | 9.42  | 3 / 30 | 1   | Oposició (2004–07) |
| 2007 | 1,573 | 12.27 | 4 / 30 | 1   | Oposició           |
| 2011 | 1,639 | 12.63 | 4 / 30 | =   | Coalició           |
| 2015 | 1,328 | 9.61  | 3 / 30 | 1   | Oposició           |
| 2019 | 1,935 | 13.57 | 4 / 30 | 1   | Coalició           |
| 2023 |       | 15.3  | 5 / 30 | 1   | Oposició           |